# Rosa av Lima
Rosa av Lima, född 20 april 1586 i Lima, Peru, död 24 augusti 1617 i Lima, Peru, var en peruansk mystiker och tertiar inom dominikanorden. Rosa vördas som helgon inom Romersk-katolska kyrkan. Hennes minnesdag firas den 23 augusti.
Rosa är Perus skyddshelgon och skyddshelgon för florister och trädgårdsmästare. Hon är det första helgon som kanoniserades (1671) i Nya världen. Hon räknas också som grundare av Perus socialtjänst.